# خاندان هاتاکه‌یاما
خاندان هاتاکه‌یاما (انگلیسی: Hatakeyama clan) یکی از خاندان‌های اشرافی ژاپنی بود که مقر آن در ولایت یاماشیرو قرار داشت.